# 中部高速公路
中部高速公路（：／ Jungbu gosokdoro */?）是一條縱貫韓國中部的高速公路，全長117.2公里。1987年12月3日通車。2001年8月24日起同統營-大田高速公路共用編號。